# Viktor Minibaev
Viktor Eduardovič Minibaev (in russo Виктор Эдуардович Минибаев?; Ėlektrostal', 18 luglio 1991) è un tuffatore russo.

## Biografia
È allenato da Svetlana Moiseyeva. Nel 2008 ha subito un grave infortunio mentre era in allenamento: un atleta, tuffandosi prima che lui abbandonasse la piscina sottostante al trampolino, gli è caduto sulla schiena causandogli la rottura di due vertebre e costringendolo ad un lungo recupero fisico, di 6 mesi.
È stato convocato in nazionale maggiore per la prima volta, in un grande evento sportivo, ai campionati mondiali di nuoto di Roma 2009. È stato inserito in una nazionale molto giovane e rinnovata: l'unico grande campione russo ancora in squadra era Dmitrij Sautin, classe 1974, vincitore di sette medaglie olimpiche da Barcellona 1992 a Pechino 2008. Ha esordito nella competizione il 20 luglio nel turno qualificatorio della piattaforma 10 m individuale dove ha ottenuto il sedicesimo posto. Il giorno seguente ha maturato una brutta eliminazione in semifinale. In gara ha mantenuto sempre risultati incerti commettendo due grossi errori nella seconda e nella terza serie di tuffi. La prestazione lo hanno condannato alla diciottesima ed ultima posizione in classifica. Il 24 luglio, con il compagno di Il'ja Zacharov (classe 1991), si è cimentato nei tuffi sincronizzati dalla piattaforma 10 m. I due hanno guadagnato la qualificazione alla finale grazie al settimo posto nel turno preliminare. In finale si sono classificati decimi.
Ai Campionati europei di tuffi di Torino del marzo 2011 è stato convocato per gareggiare nei tuffi dalla piattaforma 10 metri individuale e sincro. Nei tuffi sincronizzati è stato affiancato a Il'ja Zacharov, con il quale ha vinto la medaglia di bronzo, concludendo la gara alle spalle della coppia tedesca, composta da Sascha Klein e Patrick Hausding, e da quella ucraina, formata da Oleksandr Bondar e Oleksandr Horškovozov.. Nella prova individuale ha ottenuto il quarto posto, preceduto nell'ordine da Sascha Klein, Patrick Hausding e Oleksandr Bondar.
L'anno seguente ai Campionati europei di tuffi 2012 disputati ad Eindhoven si è qualificato nella piattaforma 10 metri individuale e sincro. Nel concorso individuale è stato battuto in finale dall'inglese Thomas Daley ed ha vinto la medaglia d'argento. Nel sincro ha gareggiato in coppia con Il'ja Zacharov ed ha ottenuto il secondo posto alle spalle dei tedeschi Sascha Klein e Patrick Hausding.
Grazie agli ottimi risultati mondiali, si è qualificato ai Giochi olimpici di Londra 2012, dove ha rappresentato la Russia nei concorsi dalla piattaforma 10 metri sia sincro che individuale. Nella piattaforma 10 metri sincro ha condotto, con il compagno Il'ja Zacharov, una gara discreta ottenendo il sesto posto alle spalle di Cina (Cao Yuan, Zhang Yanquan), Messico (Ivan García Navarro, Germán Sánchez), Stati Uniti d'America (David Boudia, Nicholas McCrory), Gran Bretagna (Tom Daley, Peter Waterfield) e Cuba (Jeinkler Aguirre, José Antonio Guerra).

## Vita privata
È sposato con la sincronetta Elena Ternovskaja, tre volte campionessa del mondo juniores nel nuoto sincronizzato, ed ha un figlio di nome Maksim, nato nel 2015.

## Palmarès
- Giochi olimpici

Tokyo 2020: bronzo nel sincro 10m.
- Mondiali

Barcellona 2013: argento nel sincro 10 m.
Kazan 2015: bronzo nel sincro 10 m.
Budapest 2017: argento nel sincro 10 m.
Gwangju 2019: argento nel sincro 10 m e nel sincro 10 m misto.
- Europei di nuoto/tuffi

Budapest 2010: argento nel sincro 10 m.
Torino 2011: bronzo nel sincro 10 m.
Eindhoven 2012: argento nella piattaforma 10 m e nel sincro 10 m.
Rostock 2013: argento nel sincro 10 m e bronzo nella piattaforma 10 m.
Berlino 2014: oro nella gara a squadre e nella piattaforma 10 m.
Rostock 2015: oro nella gara a squadre, argento nella piattaforma 10 m e nel sincro 10 m.
Londra 2016: oro nella gara a squadre e argento nella piattaforma 10 m.
Kiev 2017: argento nella piattaforma 10 m e nel sincro 10 m misto, bronzo nella gara a squadre.
Glasgow 2018: oro nel sincro 10 m.
Kiev 2019: oro nel sincro 10 m misto e argento nella gara a squadre.
Budapest 2020: oro nella squadra mista, argento nel sincro 10 m, bronzo nella piattaforma 10 m e nel sincro 10 m misti.